# Ján Valášek
Ján Valášek (Žilina, 9 maart 1977) is een Slowaaks voormalig voetbalscheidsrechter. Hij was in dienst van FIFA en UEFA tussen 2010 en 2015. Ook leidde hij tot 2019 wedstrijden in de Fortuna Liga.
Op 1 juli 2010 debuteerde Valášek in Europees verband tijdens een wedstrijd tussen Tarpeda Zjodzina en Fylkir Reykjavík in de eerste ronde van de UEFA Europa League; het eindigde in 3–0 en de Slowaak deelde eenmaal een gele kaart uit. Zijn eerste interland floot hij op 15 augustus 2012, toen Oostenrijk met 2–0 won van Turkije. In de tweede minuut zette Veli Kavlak de Oostenrijkers op voorsprong. Vier minuten later gaf Valášek een strafschop aan de thuisspelende ploeg, die werd verzilverd door Andreas Ivanschitz. Gele kaarten waren er voor Sebastian Prödl, Julian Baumgartlinger en Mert Günok.

## Interlands
| Datum            | Plaats            | Wedstrijd            | Uitslag | Competitie           | Kreeg geel | Kreeg voor de tweede keer geel en dus rood | Weggestuurd |
| ---------------- | ----------------- | -------------------- | ------- | -------------------- | ---------- | ------------------------------------------ | ----------- |
| 15 augustus 2012 | Wenen, Oostenrijk | Oostenrijk – Turkije | 2 – 0   | Vriendschappelijk    | 3          | 0                                          | 0           |
| 26 maart 2013    | Tallinn, Estland  | Estland – Andorra    | 2 – 0   | WK 2014 kwalificatie | 1          | 0                                          | 0           |